# Palacete von Bülow
El Palacete von Bülow fue la primera mansión construida en la Avenida Paulista, en la ciudad de São Paulo. La construcción se completó en 1895 y se demolió en la década de 1950 para dar paso al Edificio Pauliceia, un edificio catalogado como patrimonio histórico de la ciudad.

## Historia
La casa estaba ubicada entre las avenidas Campinas y Eugênio de Lima y fue construida por el empresario danés y accionista de la Companhia Antarctica Paulista Adam Ditrik von Bülow, quien ocupaba el cargo de Vicecónsul de Dinamarca en Brasil. Antes de eso, Adam von Bülow también había trabajado en otros sectores, vino a São Paulo en 1867 para ser profesor en una escuela alemana, en 1869 pasó a trabajar en la importadora C. Budich & Co. en Santos, donde se hizo socio y posteriormente, en 1876, fundó la importadora Zerrenener, Bulow & Cia., donde compró lúpulo, cebada y equipos. El proyecto fue desarrollado por el arquitecto alemán Augusto Fried. El arquitecto Augusto Fried también proyectó otros edificios históricos de la ciudad, como el Palacete de Henrique Schaumann también en la Avenida Paulista, la antigua sede del Colegio Alemán en la Plaza de la República y el Palacete Tereza Toledo Lara en el centro de São Paulo.
En el momento de la inauguración de la Avenida Paulista en 1891, la calle tenía 30 m de ancho y casi 3000 m de largo. No había electricidad ni pavimento, la avenida solo fue pavimentada en 1909, siendo la primera vía pública en recibir revestimiento asfáltico en el estado de São Paulo.

## Características

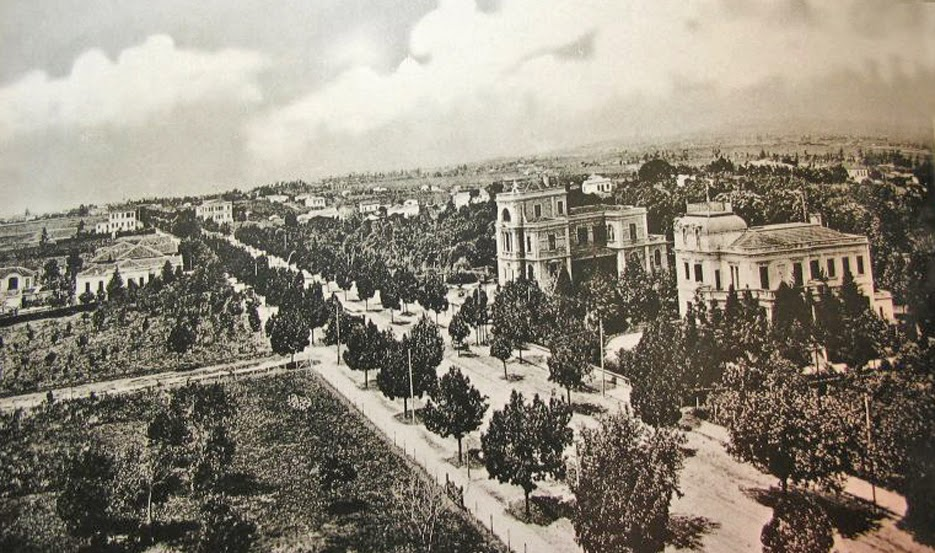
Vista de la Avenida Paulista en 1902 (foto de Guilherme Gaensly).

La casa siguió los cánones del estilo ecléctico. Junto a su puerta principal, albergaba una gran terraza, replicada en la planta superior, que se complementaba con otras estancias porche. El edificio fue durante mucho tiempo el punto más alto de la Avenida Paulista y tenía un mirador y una imponente torre. Por su torre de observación, fue utilizada en el registro fotográfico de la avenida a principios del siglo XX.